# La Chasse au renard (film, 1940)
Pour les articles homonymes, voir La Chasse au renard et Chasse au renard (homonymie).
Pour plus de détails, voir Fiche technique et Distribution.
La Chasse au renard (Of Fox and Hounds) un film américain d'animation réalisé par Tex Avery, sorti en 1940.
Produit par Leon Schlesinger Studios et distribué par Warner Bros., ce cartoon fait partie de la série Merrie Melodies

## Voix originales
- Mel Blanc: George le renard
- Tex Avery: Willoughby